# Màlaia Tumnà
Màlaia Tumnà (en rus: Малая Тумна) és un poble del krai de Krasnoiarsk, a Rússia, que en el cens del 2010 tenia 225 habitants. Pertany al districte de Balakhtà.